# Aktualności dnia
Aktualności dnia – audycja emitowana od poniedziałku do soboty na antenie Radia Maryja o godz. 13:10. W programie występują głównie politycy, publicyści oraz duchowni, którzy komentują aktualne wydarzenia polityczne, społeczne, kulturalne i religijne. Audycja trwa około 50 minut. Powtórki emitowane są od wtorku do soboty o 4:10, a w niedzielę o 3:35.
W każdą środę część programu poświęcona jest relacji z audiencji generalnej z udziałem papieża.
Sygnałem audycji jest utwór ''Modlitwa'' zespołu ''Zayazd'' Lecha Makowieckiego. Dawniej sygnałem audycji była Etiuda Rewolucyjna Fryderyka Chopina.

## Redaktorzy prowadzący audycje
- o. Grzegorz Moj
- o. Piotr Dettlaff
- o. Dariusz Drążek
- o. Janusz Dyrek
- o. Grzegorz Woś